# Catocala syriaca
Catocala syriaca là một loài bướm đêm trong họ Erebidae.